# Ruy Castro
Ruy Castro (Caratinga, Minas Gerais, 26 de febrero de 1948) es un escritor, periodista, traductor y biógrafo brasileño.

## Biografía
Comenzó su carrera como periodista a partir de 1967 en el desaparecido Correio da Manhã de Río de Janeiro y continuó en otros medios de prensa de esa ciudad y de São Paulo. Entre ellos los diarios Jornal do Brasil y Folha de S. Paulo y las revistas y semanarios Veja, Isto É, Manchete, O Pasquim, Playboy Brasil y Status.
Es autor de varias biografías de personalidades como Nelson Rodrigues (O Anjo Pornográfico: A vida de Nelson Rodrigues, 1992), Garrincha (Estrela Solitária - Um Brasileiro Chamado Garrincha, 1995), Carmen Miranda (Carmen - Uma Biografia, 2005) y de temas históricos y culturales, como la Bossa nova (Chega de Saudade: A história e as histórias da Bossa Nova, 1990, con foco en João Gilberto; revisada en 2016), el samba-canción (A Noite do Meu Bem – A História e as Histórias do Samba-Canção, 2015), el club de fútbol Flamengo (Flamengo: O Vermelho e o Negro, 2004), el barrio carioca de Ipanema (Ela é carioca: Uma enciclopédia de Ipanema, 1999) y la propia ciudad de Río de Janeiro (Carnaval no Fogo: Crônica de uma Cidade Excitante Demais, 2003).
Parte de su producción periodística fue reunida en antologías como Um Filme é para Sempre (sobre cine), Tempestade de Ritmos (sobre música popular) y O Leitor Apaixonado (sobre literatura). También en Morrer de Prazer - Crônicas da Vida por um Fio (2013). Sus libros han sido editados en Estados Unidos, Japón, Inglaterra, Alemania, Portugal, España, Italia, Polonia, Rusia y Turquía.
Como autor de ficción ha escrito Era no Tempo do Rei - Um Romance da Chegada da Corte, Bilac Vê Estrelas (inspirada en Olavo Bilac) y O Pai Que Era Mãe. Ha condensado clásicos como Frankenstein de Mary Shelley y Alicia en el país de las maravillas de Lewis Carroll.
Obtuvo el premio ExxonMobil de Periodismo y el premio Nestlé de Literatura Brasileña de 1994 en la categoría Obra publicada por O Anjo Pornográfico: A vida de Nelson Rodrigues, 1992). Recibió el premio Jabuti de Literatura cuatro veces: en 1996 en la categoría Ensayo por Estrela Solitária - Um Brasileiro Chamado Garrincha (1995) y en 2006 por Carmen - Uma Biografia (2005) en las categorías Biografía y Libro de no ficción del año. Es ciudadano benemérito de Río de Janeiro.
Está casado con la escritora, periodista y traductora brasileña Heloísa Seixas.
Su esposa es autora de O oitavo selo, un libro publicado en 2014 que tiene como protagonista a Ruy Castro. Definido por ella misma como una obra entre la ficción y la no ficción, trata sobre la lucha de Castro contra varias enfermedades graves y la dependencia del alcohol y la cocaína.
 También escribió una minifotobiografía sobre la vida y obra de su marido, titulada Álbum de retratos: Ruy Castro, publicada en 2008 por la editorial Folha Seca.
Durante la XVI Bienal Internacional del Libro de Río de Janeiro en 2013, como autor de varias destacadas biografías en la literatura contemporánea en portugués, leyó un manifiesto de los intelectuales brasileños contra la censura a las biografías, que destaca la relevancia del género y solicita la aprobación de una ley que permita la publicación de biografías sin que se requiera la autorización de los biografiados o de sus herederos. El manifiesto fue redactado y firmado por el propio Castro, Ferreira Gullar, Zuenir Ventura, Rosiska Darcy de Oliveira, Boris Fausto, Carlos Heitor Cony, Cristóvão Tezza, Luis Fernando Veríssimo, Ivan Junqueira, Nélida Piñón, Nelson Pereira dos Santos, entre otros. La lectura se dio al inicio de un debate con el diputado Alessandro Molon y el biógrafo Paulo Cesar de Araújo como moderador. El debate, llamado «A vida proibida do craque» («La vida prohibida del crack»), tuvo como eje central la exigencia de un millón de dólares por parte de la familia de Garrincha para permitir la venta de la biografía del futbolista Estrela Solitária - Um Brasileiro Chamado Garrincha, obra de Ruy Castro, a pesar de haber sido entrevistados por el autor durante tres años. La biografía pudo ser publicada en 1995 solo después de que se pagara 30.000 reales a cada hijo vivo de Garrincha y 300.000 a cada abogado involucrado en el caso. Al año siguiente el libro ganó el premio Jabuti.
En 2008 se publicó en español Bossa Nova: La historia y las historias (editorial Turner), traducción de Chega de Saudade: A história e as histórias da Bossa Nova, de 1990.

## Obras
- Chega de Saudade: A história e as histórias da Bossa Nova - 1990;
- O Anjo Pornográfico: A vida de Nelson Rodrigues - 1992;
- Saudades do Século XX - 1994;
- Estrela Solitária - Um Brasileiro Chamado Garrincha - 1995;
- Ela é carioca: Uma enciclopédia de Ipanema - 1999;
- Bilac Vê Estrelas - 2000;
- O Pai que era Mãe - 2001;
- A Onda que se Ergueu no Mar - 2001;
- Carnaval no Fogo: Crônica de uma Cidade Excitante Demais - 2003;
- Flamengo: O Vermelho e o Negro - Companhia das Letras, 2004;
- Amestrando Orgasmos - 2004;
- Carmen - Uma Biografia - 2005;
- Rio Bossa Nova - 2006;
- Um filme é para sempre: 60 artigos sobre cinema - (organizado por Heloísa Seixas) Companhia das Letras, 2006;
- Tempestade de Ritmos - 2007;
- Era no Tempo do Rei - Um Romance da Chegada da Corte - 2007;
- Crônicas para Ler na Escola - Companhia das Letras, 2010;
- Terramarear - (coautoría con Heloísa Seixas) 2011;
- Morrer de Prazer - Crônicas da Vida por um Fio - 2013;
- Letra e música - 2013
- A noite do meu bem - a história e as histórias do Samba-Canção - 2015
- Chega de Saudade: A história e as histórias da Bossa Nova - 2016, edición definitiva, revisada y aumentada
- Trêfego E Peralta - 50 Textos Deliciosamente Incorretos - Companhia das Letras, 2017;
- A Arte de Querer Bem - Editora Sextante, 2018

Participaciones, adaptaciones y antologías
- Mau-Humor: Uma antologia definitiva de citações venenosas - Companhia das Letras, 1990
- Contos de Estimação
- Querido Poeta: Correspondência de Vinicius de Moraes
- Frankenstein
- Alice no País das Maravilhas

En español
- Bossa Nova: La historia y las historias (2008, Turner) traducción de Chega de Saudade: A história e as histórias da Bossa Nova

Sobre Ruy Castro
- Álbum de retratos: Ruy Castro - 2008, por Heloísa Seixas.
- O oitavo selo - 2014, por Heloísa Seixas.